# Dautarų miškas
Dautarų miškas este o arie protejată (sit de importanță comunitară — SCI) din Lituania întinsă pe o suprafață de 178 ha, integral pe uscat.

## Localizare
Centrul sitului Dautarų miškas este situat la coordonatele 56°21′58″N 21°59′08″E / 56.3661°N 21.9856°E.

## Înființare
Situl Dautarų miškas a fost declarat sit de importanță comunitară în martie 2009 pentru a proteja un număr necunoscut de specii din flora spontană și fauna sălbatică aflate în arealul zonei.

## Biodiversitate
Situată în ecoregiunea boreală, aria protejată conține 2 habitate naturale: Păduri caducifoliate de mlaștină fino-scandinave, Mlaștini împădurite.
La baza desemnării sitului se află un număr nedeclarat de specii protejate.